# 554 v.Chr.

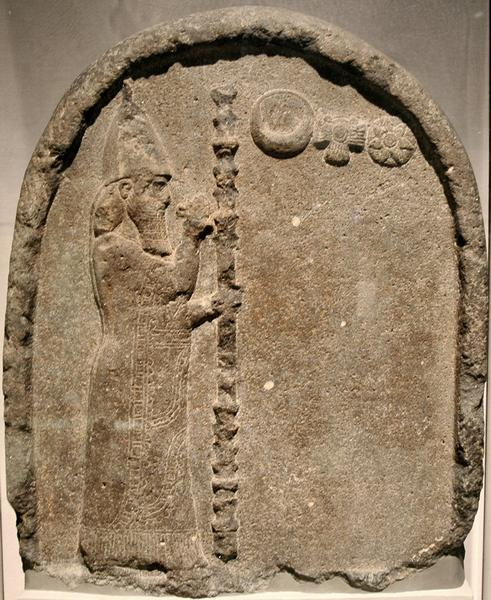
Nabonidus op een stèle uit Harran (Turkije)

Het jaar 554 v.Chr. is een jaartal volgens de christelijke jaartelling. 

## Gebeurtenissen

### Italië
- Telemachus volgt Falaris op als machthebber van Akragas (Agrigento).

### Babylonië
- Koning Nabonidus begint een militaire expeditie naar Arabië, om de handelswegen langs de Perzische Golf te veroveren.

## Geboren
- Miltiades (554 v.Chr. - 489 v.Chr.), Atheens veldheer en staatsman

## Overleden
- Falaris, tiran van Akragas (Agrigento)